# 拉格兰哈德斯卡尔普
拉格兰哈德斯卡尔普，是西班牙加泰罗尼亚莱里达省的一个市镇。 总面积39平方公里，总人口1064人（2001年），人口密度27人/平方公里。